# Zdeněk Bonaventura Bouše
Zdeněk Bonaventura Bouše OFM (ur. 16 maja 1918 w Pilźnie, zm. 16 kwietnia 2002 w Pradze) – czeski franciszkanin, teolog, liturgista, tłumacz tekstów liturgicznych, działacz ekumeniczny, propagator reform Soboru Watykańskiego II, sygnatariusz Karty 77.
W 1942 r. przyjął święcenia kapłańskie po czym pracował jako duszpasterz w Archidiecezji Praskiej. W 1946 r. wstąpił do zakonu franciszkanów, przyjmując imię zakonne Bonaventura. W 1950 r. był wraz z innymi franciszkanami z praskiego konwentu internowany. W latach 1968–1972 miał zezwolenie państwowe na pracę duszpasterską, popadł jednak w konflikt zarówno z władzami komunistycznymi, jak i konserwatywnie nastawionym kardynałem Tomáškiem. W latach 1969–1970 wykładał na Uniwersytecie w Ołomuńcu. Pochowany został na Cmentarzu Olszańskim w Pradze.